# Mauritz Stiller
Mauritz Stiller, rodným jménem Moše Stiller (17. července 1883, Helsinky – 18. listopadu 1928, Stockholm) byl finskošvédský filmový režisér židovského původu. Proslul především jako objevitel Grety Garbo, kterou sebou též přivezl do USA (ještě jako Gretu Gustafssonovou), když dostal od společnosti MGM roku pozvání do Hollywoodu. Umělecké jméno Garbo vymyslel poté právě Stiller.

## Život
Jeho matka spáchala sebevraždu, když mu byly čtyři roky. Vychovávali ho poté přátelé rodiny. Začínal jako herec, hrál v divadlech v Helsinkách a v Turku. Aby se vyhnul narukování do carské armády za první světové války (Finsko bylo tehdy součástí Ruské říše), uprchl do Švédska. Roku 1921 získal švédské občanství. Již od roku 1912 patřil k průkopníkům švédského němého filmu - hrál, psal scénáře, režíroval. Často šlo o adaptace literárních děl Selmy Lagerlöfové. K jeho nejvýznamnějším dílům z této doby patří film Thomas Graals bästa barn z roku 1918. Po válce v divadle objevil osmnáctiletou herečku Gretu Gustafssonovou a nabídl ji roli ve svém filmu Gösta Berlings saga. Vzápětí přišla nabídka od hollywoodského studia MGM - pro oba. Greta, nově zvaná Garbo, se stala rychle hvězdou, ale Stiller se nepohodl s vedením MGM. Dostal vzápětí nabídku od konkurenčního Paramountu, v jehož produkci natočil tři úspěšné snímky (The Woman on Trial, Hotel Imperial, Barbed Wire), ale při natáčení čtvrtého (The Street of Sin) se opět rozhádal s vedením firmy a vrátil se do Švédska. Zemřel rok poté na zápal plic.